# Kätzelmühle
Kätzelmühle ist ein Gemeindeteil des Marktes Thalmässing im Landkreis Roth (Mittelfranken, Bayern). Kätzelmühle liegt in der Gemarkung Landersdorf.

## Lage
Die Einöde Kätzelmühle liegt auf circa 415 m ü. NHN rechts der Thalach in der südlichen Frankenalb und zwar südöstlich von Thalmässing unweit von Hagenich. Die Mühle ist über einen Anliegerweg zu erreichen, die von der Kreisstraße RH 33 nach Westen abzweigt.

## Ortsnamensdeutung
Es gibt drei Deutungsversuche: Zum einen soll sich der Mühlenname von „castellum“ aus der einstigen Turmhügelburg von Hagenich herleiten, zum anderen soll eine Müllerfamilie Kätzl geheißen haben. Die dritte Deutung bringt Karl Kugler: „Kätzelmühle bei Aue ist gänzlich entstellt aus Getzelmühle, d. i. schleunige Mühle, von gezal, schnell, schleunig.“

## Geschichte
1345 berichtet eine Urkunde, dass Heinrich der älteste Kaurlacher von Haydeck das Gut zu Hagnach bei der Mühle verkauft; vermutlich handelt es sich um Hagenich und um die später sogenannte Katzel- bzw. Käzlmühl/Kätzelmühle. Der Mühlbach wurde von einer Wasserquelle bei Waizenhofen gespeist. Die Mühle gehörte ab einem unbestimmten Zeitpunkt bis zum Ende des Alten Reiches dem Domkapitel zu Eichstätt. Sie unterstand hochgerichtlich dem brandenburg-ansbachischen Oberamt Stauf-Landeck, während die Dorf- und Gemeindeherrschaft zusammen mit derjenigen von Göllersreuth vom domkapitelschen Richteramt wahrgenommen wurde, wie der Rezess von 1736, geschlossen zwischen dem Hochstift Eichstätt und dem Fürstentum Ansbach, noch einmal bestätigt hatte. Kirchlich gehörte die Mühle zunächst zur katholischen Pfarrei Großhöbing, nach der durch das Fürstentum Ansbach durchgeführten Reformation zur lutherischen Pfarrei St. Michael in Thalmässing.
Im Königreich Bayern (1806) wurde die „überschlächtige“ Kätzelmühle Teil des Steuerdistrikts Waizenhofen. Zum 17. August 1818 wurde die Ruralgemeinde Landersdorf gebildet, der neben den beiden Kirchdörfern Landersdorf und Göllersreuth die Einöden Feinschluck, Hundszell und Kätzelmühle angehörten. Diese Gemeinde war ab 1. Oktober 1809 dem Landgericht Raitenbuch, ab 1812 dem Landgericht Greding zugeordnet.
1875 wurden vom Müller der Kätzelmühle an Großvieh zwei Pferde und zehn Stück Rindvieh gehalten. Die Kinder gingen nach Landersdorf zur Schule.
Am 1. Juli 1971 wurde die Gemeinde Landersdorf und damit die Kätzelmühle in den Markt Thalmässing eingegliedert.
Am 29. November 2010 wurde nächtens das historische Mühlengebäude ein Raub der Flammen.

### Einwohnerentwicklung
- 1818: 6 (1 „Feuerstelle“ = Haushaltung, 1 Familie)[14]
- 1823: 5 (1 Anwesen)[10]
- 1840: 6 (1 Haus, 1 Familie)[15]
- 1871: 8 (7 Gebäude)[11]
- 1900: 9 (1 Wohngebäude)[16]
- 1937: 7 Protestanten, keine Katholiken[17]
- 1950: 13 (1 Anwesen)[10]
- 1961: 6 (1 Wohngebäude)[18]
- 1970: 5[19]
- 2015: 2[20]